# Haltenbergstetten
Haltenbergstetten ist ein Wohnplatz auf der Gemarkung der Kernstadt Niederstetten im Main-Tauber-Kreis im fränkisch geprägten Nordosten Baden-Württembergs. Es handelt sich um die Vorgängersiedlung von Niederstetten, das bis 1807 den Namen Haltenbergstetten trug. Der Ort ist daneben namengebend für das Schloss Haltenbergstetten.

## Geographie
Der Wohnplatz befindet sich im Südwesten der Kernstadt Niederstetten, auf einer Höhe von etwa 350 m ü. NHN auf dem unteren Sporn des Lämmerbergs, der die den Ort Niederstetten nordwärts durchlaufende Vorbach vom Seitental des von Südwesten kommenden, in Niederstetten in diesen mündenden Frickentalbachs trennt. Der Ort besteht aus dem Schloss Haltenbergstetten und einigen Häusern.

## Geschichte
Die älteste erhaltene Erwähnung von Haltenbergstetten stammt von 1220, in der damaligen Urkunde wurde der Ort als Haldenberch mit eigenem Niederadel erwähnt. Zugehörige Güter waren im Jahre 1300 Augsburger Lehen für die von Weinsberg. Am Anfang des 14. Jahrhunderts wurde Haltenbergstetten auch von Würzburg als Lehen beansprucht. Die Geschichte des Wohnplatzes ist vergleichbar mit der von Niederstetten.
Nach dem Universal-Lexikon der Gegenwart und Vergangenheit hieß der Stadt Niederstetten bis 1807 Haltenbergstetten.

## Kultur und Sehenswürdigkeiten

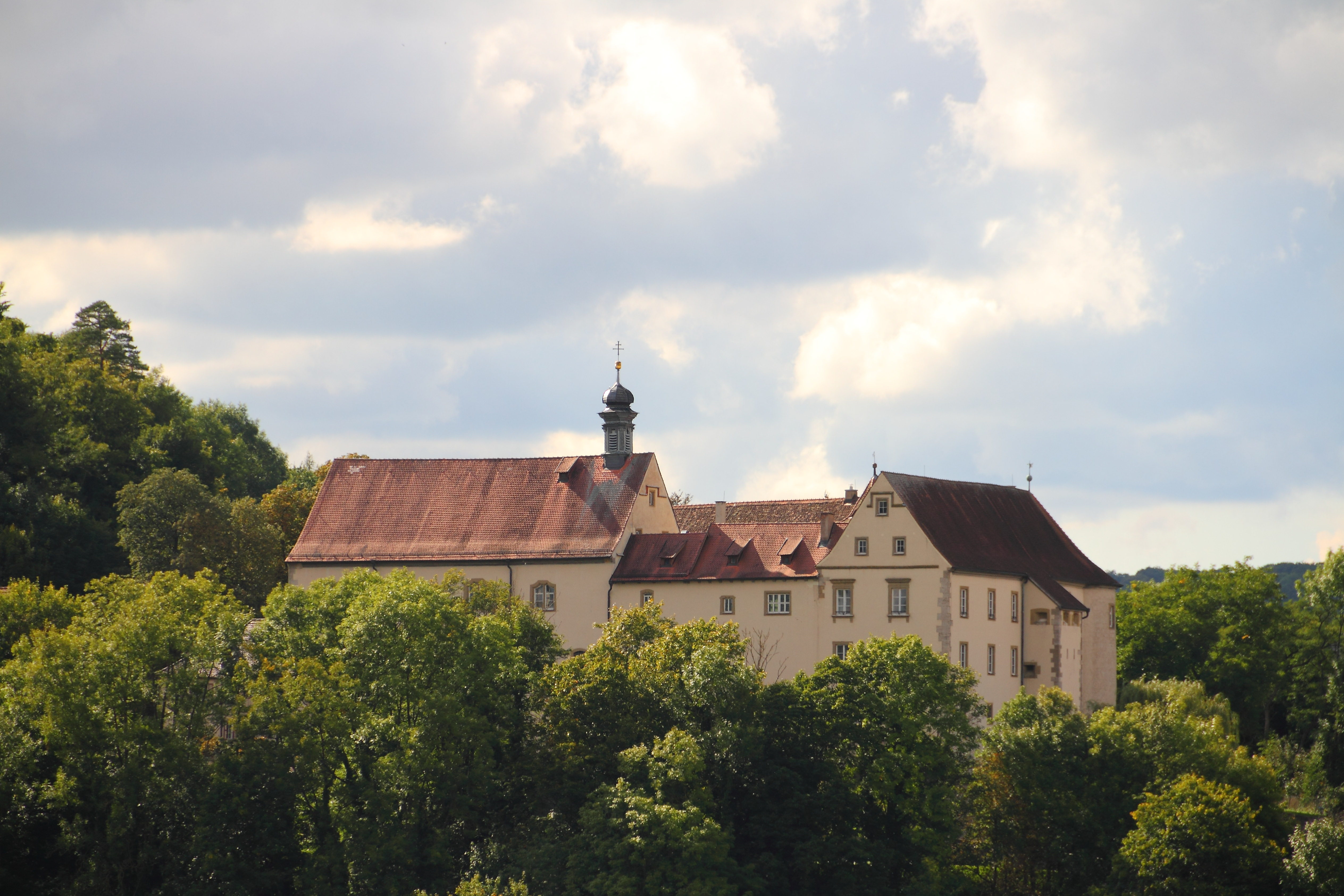
Schloss Haltenbergstetten mit Schlosskapelle

### Kulturdenkmale
Kulturdenkmale in der Nähe des Wohnplatzes sind in der Liste der Kulturdenkmale in Niederstetten verzeichnet.

### Schloss Haltenbergstetten
Das Schloss Haltenbergstetten ist eine um das Jahr 1200 erbaute Burganlage, die im 16. Jahrhundert zu einem Schloss umgebaut wurde. Neben einem Naturkundemuseum beherbergte das Schloss auch ein Jagdmuseum. Das Schloss, die Kirche und das Jagdmuseum können auf Anfrage besichtigt werden.

### Schlosskapelle
Die Kapelle Maria Immaculata auf Schloss Haltenbergstetten diente bis 1966 als Pfarrkirche der Katholiken in Niederstetten, bevor in den Jahren 1965/66 die Pfarrkirche St. Johannes Evangelist in Niederstetten errichtet wurde.

## Verkehr
Der Wohnplatz ist über die L 1020 und die K 2856, dann über die Hollenbacher Straße, und von dieser abzweigend sowohl über die Straße Schloß Haltenbergstetten als auch den Weg Schloßberg zu erreichen.

## Persönlichkeiten
- Peter Philipp Geier (1792–1847), Ökonom und Hochschullehrer